# Boels Dolmans Cyclingteam/Saison 2020
Dieser Artikel listet den Kader und die Siege des Radsportteams Boels Dolmans Cyclingteam in der Saison 2020 auf.

## Kader
| Teamkader 2020              | Teamkader 2020    | Teamkader 2020     | Teamkader 2020                          |
| Name                        | Geburtsdatum      | Land               | Vorheriges Team                         |
| --------------------------- | ----------------- | ------------------ | --------------------------------------- |
| Eva Buurman                 | 7. September 1994 | Niederlande        | Trek-Drops (2018)                       |
| Karol-Ann Canuel            | 18. April 1988    | Kanada             | Velocio-SRAM (2015)                     |
| Jolien D’hoore              | 14. März 1990     | Belgien            | Mitchelton-Scott (2018)                 |
| Amalie Dideriksen           | 24. Mai 1996      | Dänemark           | Amager Cykle Ring (2014)                |
| Katie Hall                  | 6. Januar 1987    | Vereinigte Staaten | UnitedHealthcare Women's Team (2018)    |
| Christine Majerus           | 25. Februar 1987  | Luxemburg          | Sengers (2013)                          |
| Amy Pieters                 | 1. Juni 1991      | Niederlande        | Wiggle High5 (2016)                     |
| Skylar Schneider            | 3. September 1998 | Vereinigte Staaten | Team Illuminate (2017)                  |
| Lonneke Uneken              | 2. März 2000      | Niederlande        | Hitec Products-Birk Sport (2019)        |
| Jip van den Bos             | 12. April 1996    | Niederlande        | Parkhotel Valkenburg Continental (2016) |
| Chantal van den Broek-Blaak | 22. Oktober 1989  | Niederlande        | Specialized-Lululemon (2014)            |
| Anna van der Breggen        | 18. April 1990    | Niederlande        | Rabo Liv Women (2016)                   |
|                             |                   |                    |                                         |
| Quelle: Cycling Archives    |                   |                    |                                         |

## Siege
| Siege    | Siege                                                            | Siege       | Siege  | Siege                       | Siege |
| Datum    | Rennen                                                           | Staat       | Klasse | Siegerin                    |       |
| -------- | ---------------------------------------------------------------- | ----------- | ------ | --------------------------- | ----- |
| 21. Feb. | Setmana Ciclista Valenciana, 2. Etappe                           | Spanien     | 2.2    | Anna van der Breggen        |       |
| 23. Feb. | Setmana Ciclista Valenciana, Gesamtwertung                       | Spanien     | 2.2    | Anna van der Breggen        |       |
| 3. Mär.  | Le Samyn des Dames                                               | Belgien     | 1.2    | Chantal van den Broek-Blaak |       |
| 20. Aug. | Luxemburger Meisterschaften, Einzelzeitfahren der Frauen         | Luxemburg   | CN     | Christine Majerus           |       |
| 22. Aug. | Niederländische Meisterschaften, Straßenrennen der Frauen        | Niederlande | CN     | Anna van der Breggen        |       |
| 23. Aug. | Luxemburger Meisterschaften, Straßenrennen der Frauen            | Luxemburg   | CN     | Christine Majerus           |       |
| 24. Aug. | European Road Cycling Championships - Women ITT                  | Frankreich  | CC     | Anna van der Breggen        |       |
| 19. Sep. | Giro d'Italia Women, Gesamtwertung                               | Italien     | 2.WWT  | Anna van der Breggen        |       |
| 24. Sep. | Straßenradsport-Weltmeisterschaften, Einzelzeitfahren der Frauen | Italien     | CM     | Anna van der Breggen        |       |
| 26. Sep. | UCI-Straßen-Weltmeisterschaften/Straßenrennen der Frauen         | Italien     | CM     | Anna van der Breggen        |       |
| 30. Sep. | La Flèche Wallonne                                               | Belgien     | 1.WWT  | Anna van der Breggen        |       |
| 11. Okt. | Gent-Wevelgem                                                    | Belgien     | 1.WWT  | Jolien D’hoore              |       |
| 18. Okt. | Flandern-Rundfahrt                                               | Belgien     | 1.WWT  | Chantal van den Broek-Blaak |       |